# Elaphoglossum nanuzae
Elaphoglossum nanuzae är en träjonväxtart som beskrevs av Novelino. Elaphoglossum nanuzae ingår i släktet Elaphoglossum och familjen Dryopteridaceae. Inga underarter finns listade.